# Lymantria castanea
Lymantria castanea är en fjärilsart som beskrevs av Sir George Hamilton Kenrick 1914. Lymantria castanea ingår i släktet Lymantria och familjen tofsspinnare. Inga underarter finns listade i Catalogue of Life.